# Ligne de Budapest à Szolnok par Cegléd
La ligne de Budapest à Szolnok par Cegléd ou ligne 100A est une ligne de chemin de fer de Hongrie. Elle relie Budapest à Szolnok par Cegléd. 
Elle est prolongée par la ligne de Szolnok à Záhony par Debrecen et Nyíregyháza (ligne 100).